# Jackie D'Amico
Pour les articles homonymes, voir D'Amico.
John Jackie Nose d'Amico, né le 24 janvier 1937 et mort le 27 décembre 2023, est un mafieux de New York qui est le Street Boss de la Famille Gambino de 2005 à 2011. Il a été le parrain de la famille de 2002 à 2005 après l'incarcération de Peter Gotti.